# Алтаргана
Алтаргана́ — международный бурятский фестиваль. Проводится с 1994 года раз в 2 года.

## История
Идея проведения фестиваля родилась в Монголии. Инициатором и организатором первого фестиваля, прошедшего в 1994 году, выступила Б. Мунхжаргал — специалист департамента культуры администрации Хэнтэйского аймака.
Первые четыре фестиваля «Алтаргана» проходили с 1994 по 2000 год в разных аймаках Монголии как праздники бурятской песни.
В 2002 году фестиваль вышел на международный уровень — он прошёл в России. С тех пор фестиваль проводится поочерёдно в одном из трёх регионов России (Республика Бурятия, Забайкальский край, Иркутская область) или в Монголии. В качестве участников фестиваля также выступают представители нескольких аймаков Внутренней Монголии КНР и бурятских диаспор разных стран мира. Во время фестиваля проводятся спортивные состязания (конные скачки, национальная борьба, стрельба из лука, разбивание костей «hээр шаалган»), концерты, научная конференция.

## Этимология

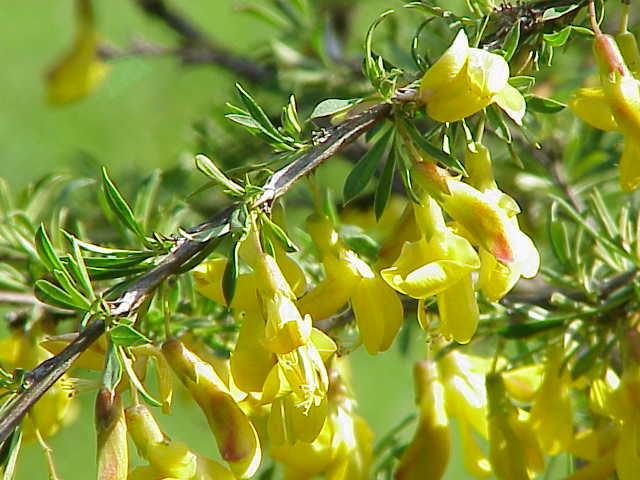
Алтаргана

Фестиваль носит название степного кустарника семейства бобовых — караганы карликовой (лат. caragana pygmaea, по-бурятски и монгольски — Алтаргана), растения с очень сильной и развитой корневой системой, что символизирует народные «корни».
По словам Б. Мунхжаргал название праздника придумали жители Дадал сомона Хэнтэйского аймака, где впервые проводился фестиваль и 25 % населения составляют буряты.

## Годы проведения и география фестиваля
Фестиваль проводится раз в два года:

1. Алтаргана-1994 — Дадал сомон, Хэнтий аймак (Монголия) (9-13 июня 1994 года)

2. Алтаргана-1996 — Биндэр сомон, Хэнтий аймак (Монголия)

3. Алтаргана-1998 — Батширээт сомон, Хэнтий аймак (Монголия)

4. Алтаргана-2000 — Дашбалбар сомон, Дорнод аймак (Монголия)

5. Алтаргана-2002 — Агинский Бурятский автономный округ (Россия)

6. Алтаргана-2004 — г. Чойбалсан, Дорнод аймак (Монголия)

7. Алтаргана-2006 — г. Улан-Удэ, Республика Бурятия (Россия) (30 июня - 2 июля 2006)

8. Алтаргана-2008 — г. Иркутск, Иркутская область (Россия) (3-5 июля 2008 года)

9. Алтаргана-2010 — г. Улан-Батор (Монголия) (19-23 июля 2010 года)

10. Алтаргана-2012 — Агинский Бурятский округ,  Забайкальский край (Россия) (20-22 июля 2012 года)

11. Алтаргана-2014 — Дадал сомон, Хэнтий аймак (Монголия) (18-21 июля 2014 года)

12. Алтаргана-2016 — г. Улан-Удэ, Республика Бурятия (Россия) (1-3 июля 2016 года)

13. Алтаргана-2018 — г. Иркутск, Иркутская область (Россия) (5-8 июля 2018 года)

14. Алтаргана-2020 — п. Агинское, Забайкальский край (Россия) (из-за пандемии COVID-19 фестиваль перенесён на 2022 год) (22-24 июля 2022 года)

15. Алтаргана-2024 — г. Булган, Булган аймак (Монголия) (26-28 июля 2024 года)

16. Алтаргана-2026 — г. Улан-Удэ, Республика Бурятия (Россия)